# Trajansbogen (Mactaris)

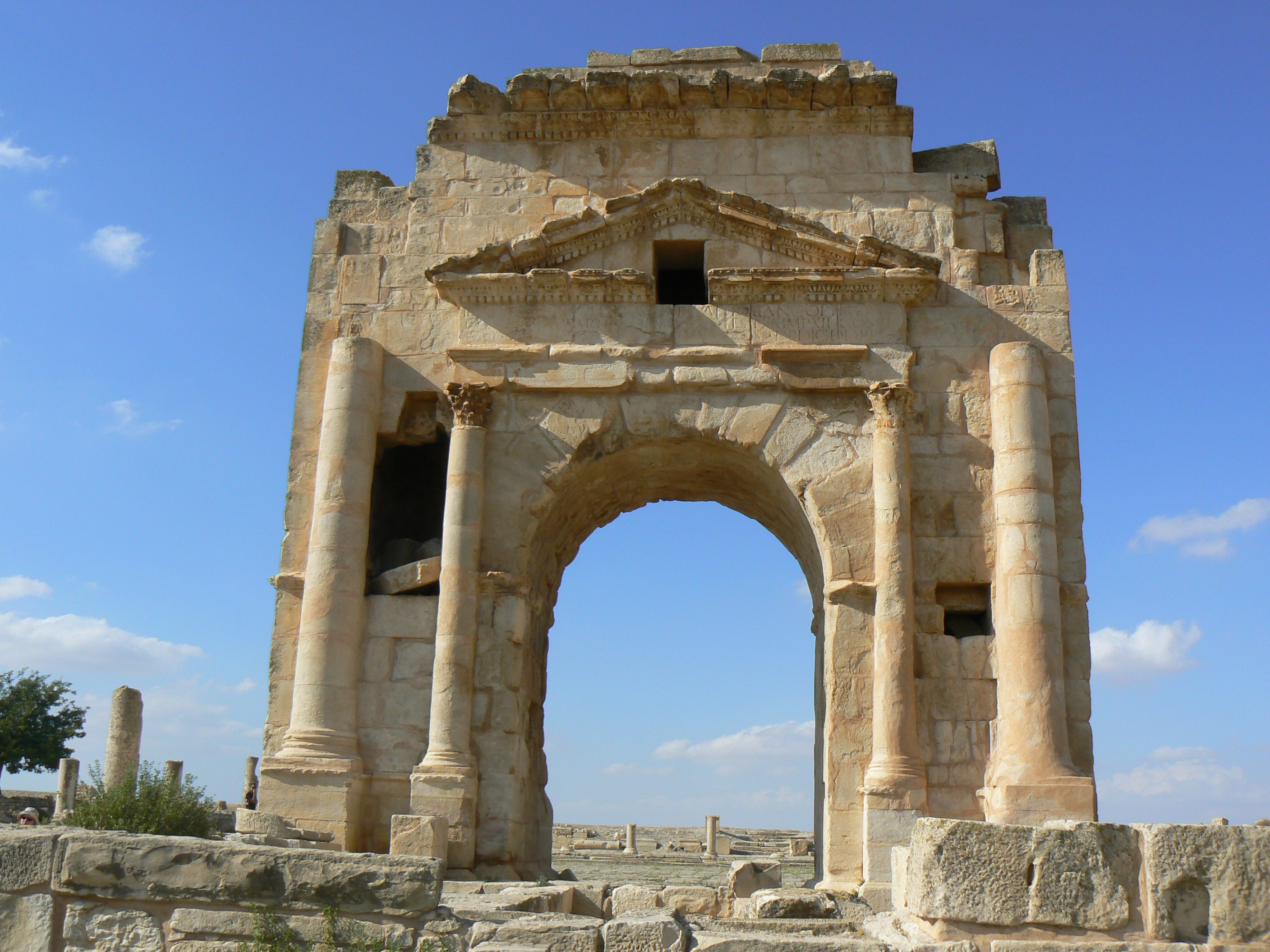
Trajansbogen in Mactaris

Der Trajansbogen im tunesischen Mactaris, dem heutigen Maktar, ist ein eintoriger römischer Ehrenbogen, der im Jahr 116 zu Ehren von Kaiser Trajan errichtet wurde.
Der Bogen bildete den Eingang zum Anfang des 2. Jahrhunderts angelegten Forum und lag im Süden der an drei Seiten von Portiken gefassten Platzanlage. Der Bogendurchgang wird von Halbsäulen korinthischer Ordnung flankiert, die auf verkröpften Postamenten stehen. Sie tragen ein ionisches Gebälk aus glattem Architrav und glatter Frieszone, auf der die Dedikationsinschrift angebracht ist. Darüber folgt ein mit Zahnschnitt, ionischen Kymatien und Perlstäben verzierter Dreiecksgiebel. Gerahmt wird diese Blendarchitektur von je einer größeren seitlichen Halbsäule an den Bogenpfeilern. Auch sie stehen auf verkröpften Postamenten und trugen ein über den Kapitellen verkröpftes Konsolengeison. Eine Gebälkzone mit Architrav und Fries fehlt dieser größeren Ordnung ungewöhnlicherweise. Darüber befand sich eine Attika, über deren Funktion nichts bekannt ist.
Aus der Titulatur Kaiser Trajans in der Inschrift des Bogens ergibt sich das Jahr seiner Errichtung 116. Die Inschrift lautet:

IMP·CAESARI·DIVI·NERVAE·F·NERVAE·TRAIANO·OPTIMO·AUG

GERMANICO·PARTHICO·P·M·TRIB·POTEST·XX·IMP·XII·COS·VI

[…] CAECILIUS·[F]AUSTINUS·PROCOS·DEDIC·D·D·P·P
„Dem Imperator Caesar Nerva Traianus, Sohn des Divus Nerva, dem besten Augustus, dem Bezwinger der Germanen, Armenier und Parther, dem Pontifex Maximus, der zum zwanzigsten Mal die Tribunizische Gewalt und zum zwölften Mal die Imperatorenakklamation erhalten hat und zum sechsten Mal Consul war, stiftete (diesen Bogen) auf Beschluss der Dekurionen aus öffentlichen Mitteln (…) der Proconsul Caecilius [F]austinus.“
Errichtet wurde der Bogen anlässlich der Verleihung des römischen Bürgerrechts an Teile der lokalen Elite von Mactaris unter Trajan.